# Peter Rehberg
Peter Rehberg, noto anche come Pita (Tottenham, 29 giugno 1968 – St Albans, 22 luglio 2021), è stato un compositore britannico di origini austriache, fondatore delle etichette Mego ed Editions Mego.

## Biografia

### Primi anni di vita
Rehberg nacque a Tottenham nel 1968 e crebbe nell'Hertfordshire prima di trasferirsi in Austria, il paese d'origine di suo padre.

### Carriera
Sul finire del 1994, Pita co-fondò assieme a Ramon Bauer, Andreas Pieper, e Peter Meininger la Mego. Durante l'anno seguente, pubblicò il suo singolo d'esordio Fridge Trax, prima pubblicazione della neonata etichetta. Il primo album di Rehberg è Seven Tons for Free (1996), accreditato a Pita. Dal 1997, egli iniziò un sodalizio artistico con Bauer che fruttò alcuni dischi. Quando la Mego chiuse i battenti nel 2005, Rehberg inaugurò, durante l'anno successivo, una nuova casa discografica che prende il nome di Editions Mego. Nel 2006, Rehberg avviò il progetto drone-doom KTL assieme a Stephen O'Malley dei Sunn O))). Il duo pubblicherà sei album. Degno di nota è anche il progetto Fenn O'Berg, in cui Rehberg collaborava assieme a Fennesz e Jim O'Rourke.
Rehberg pubblicò A Bas la Culture Marchande (2007), seguito dalla collaborazione dal vivo Colchester (2008) e dalla cassetta Mesmer (2010). Nel 2012 avviò un intervento archivistico chiamato Recollection GRM, nel corso del quale pubblicò la musica del Groupe de Recherches Musicales e di compositori correlati come Pierre Schaeffer, Bernard Parmegiani, Iannis Xenakis e Beatriz Ferreyra. Gli altri musicisti con cui collaborò comprendono Mika Vainio, Charlemagne Palestine, e Oren Ambarchi.
In un'intervista condotta nel 2016, Rehberg dichiarò di non voler vendere musica "nella sua piccola scatola" come farebbe la maggior parte degli artisti del momento. Riferendosi al timbro, credeva che "dissonanza e risonanza devono coesistere affinché una faccia funzionare l'altra e viceversa". François Bonnet, che ha aiutato Rehberg nel corso di Recollection GRM, sostenne che pur mantenendo un carattere "radicale e audace", la musica dell'artista britannico diventasse sempre più densa, "profonda, ambivalente, ed emozionante" nel corso del tempo.

### Morte
Rehberg morì di infarto il 22 luglio 2021, all'età di 53 anni.

## Vita privata
Rehberg ebbe una relazione con Laura Siegmund fino alla morte di lei. In precedenza stava insieme a Isabelle Piechaczyk, con la quale aveva avuto un figlio.

## Discografia parziale

### Album in studio
- 1996 – Seven Tons for Free (come Pita)
- 1997 – Faßt (con Ramon Bauer)
- 1999 – Ballt  (con Ramon Bauer)
- 1999 – Get Out (come Pita)
- 1999 – Ballt (con Ramon Bauer)
- 2002 – Get Down (come Pita)
- 2004 – Get Off (come Pita)